# XVII Quadriennale nazionale d'arte di Roma
La XVII Quadriennale d'arte di Roma doveva originariamente tenersi nel periodo tra il 30 ottobre 2020 e 17 gennaio 2021, ma fu poi prolungata fino al 18 luglio del 2021 a causa della pandemia di COVID-19 che causò forti restrizioni al sistema museale italiano. L'esposizione si tenne nella sede storica del Palazzo delle Esposizioni di Roma, fu intitolata Fuori e fu curata da Sarah Cosulich e Stefano Collicelli Cagol.

## Elenco degli artisti
- Alessandro Agudio
- Micol Assaël
- Irma Blank
- Monica Bonvicini
- Benni Bosetto
- Sylvano Bussotti
- Chiara Camoni
- Lisetta Carmi
- Guglielmo Castelli
- Giuseppe Chiari
- Cuoghi Corsello
- Isabella Costabile
- Giulia Crispiani
- DAAR - Sandi Hilal - Alessandro Petti
- Tomaso De Luca
- Caterina De Nicola
- Bruna Esposito
- Simone Forti
- Anna Franceschini
- Giuseppe Gabellone
- Francesco Gennari
- Yervant Gianikian e Angela Ricci Lucchi
- Diego Gualandris
- Petrit Halilaj e Alvaro Urbano
- Luisa Lambri
- Lorenza Longhi
- Diego Marcon
- Raffaela Naldi Rossano
- Valerio Nicolai
- Norma Jeane
- Alessandro Pessoli
- Amedeo Polazzo
- Cloti Ricciardi
- Michele Rizzo
- Cinzia Ruggeri
- Salvo
- Lydia Silvestri
- Romeo Castellucci - Socìetas Raffaello Sanzio
- Davide Stucchi
- TOMBOYS DON’T CRY
- Maurizio Vetrugno
- Nanda Vigo
- Zapruder filmmakersgroup